# Oliver Parker
Oliver Parker (ur. 6 września 1960 w Plymouth) – brytyjski reżyser, scenarzysta, aktor i producent filmowy.

## Życiorys
Urodził się w Plymouth jako syn Lady Jillian Parker, pisarki i lekarki rodzinnej oraz Sir Petera Parkera, prezesa British Rail. Ma dwóch braci, aktora Nathaniela i Alana oraz siostrę Lucy.

## Wybrana filmografia
Reżyser:
- 1995: Otello (Othello)
- 1999: Idealny mąż (An Ideal Husband)
- 2002: Bądźmy poważni na serio (The Importance of Being Earnest)
- 2006: Czarna magia (Fade to Black)
- 2007: Nienawidzę tej roboty (I Really Hate My Job)
- 2007: Dziewczyny z St. Trinian (St. Trinian's)
- 2009: Dorian Gray
- 2009: St Trinian's 2: The Legend of Fritton's Gold
- 2011: Johnny English Reaktywacja (Johnny English Reborn)
- 2016: Armia tetryków (Dad's Army)
- 2018: Pływając z facetami (Swimming with Men)
- 2023: Wielki uciekinier (The Great Escaper)

Scenarzysta:
- 1995: Otello
- 1999: Idealny mąż (An Ideal Husband)
- 2002: Bądźmy poważni na serio (The Importance of Being Earnest)
- 2006: Czarna magia (Fade to Black)

Producent:
- 2007: Dziewczyny z St. Trinian (St. Trinian's)
- 2009: St Trinian's 2: The Legend of Fritton's Gold

Aktor:
- 1987: Hellraiser: Wysłannik piekieł (Hellraiser)
- 1987: Matlock
- 1988: Hellraiser: Wysłannik piekieł II (Hellbound: Hellraiser II)
- 1990: Nocne plemię (Nightbreed)
- 1990: Uciekające zakonnice (Nuns on the Run)
- 1991: Poirot (Agatha Christie’s Poirot)
- 1992: Van der Valk
- 1993: Shepherd on the Rock
- 1994: Osobliwość (The Curious)
- 1999: Idealny mąż (An Ideal Husband)